# مسجد المريقب
مسجد المريقب، من أقدم المساجد في مدينة الرياض.

## موقع المسجد
يقع المسجد في بلد مقرن قبل إطلاق مسمى بلد الرياض فيما بعد منتصف القرن الثالث عشر.

## بناء المسجد
- مسجد المريقب يختلف عن المساجد الأخرى في الرياض حيث يوجد خلوة  له تقع في شمال المسجد، ومساحة خلوته تقارب أقل من 15م×15م حيث أن مساحة خلوته تُعادل الثلث بينما المساحة الباقية منه للمصابيح.
- حين النزول من المنارة للسطح يتفرع طريقين الأول يتم الدخول من خلاله على درجات موصلة للخلوة، والآخر موصل للمصابيح، كما أن للمسجد بابين باباً يُدخل للمصابيح والآخر إلى خلوته الموجودة من جهة اليمين، كما أن للخلوة الشمالية باباً يؤدي إلى المصابيح أيضاً
- يشغل موقع المنارة في المنتصف بين الخلوة والمصابيح، وهي متوسطة البناء
- تم بناء المسجد بناءً مسلحاً قبل سنة 1379هـ، وزيد في توسعته قليلاً مع تغيير مكانه قريباً منه
- أُزيل المسجد حين القيام بمشروع تطوير قصر الحكم والمنطقة المحيطة من حولها في منتصف عام 1408هـ.[2]

## المسجد والأوقاف
تقام في منتصف القرن الثالث عشر بالمسجد صلاة الجماعة دون صلاة الجمعة، وتتواجد في المسجد أوقاف قديمة، قد أنتقلت هذه الأوقاف والأحباس والسبائل القديمة  من مسجد الباهلية إلى مسجد المريقب، ثم انتقلت الأوقاف مرة أخرى سنة 1240هـ بأمر الشيخ عبد الله بن حسن عند ولاية الإمام تركي بن عبدالله.

## ائمة ومؤذني المسجد
الائمة
- الشيخ ناصر بن حمدان
- الشيخ عبد الله بن عبد الرحمن آل الشيخ
- الشيخ عبد الرحمن بن عبد الله بن حمد بن عتيق
- الشيخ سعد بن عبد الرحمن العتيق
- الشيخ إسماعيل بن سعد العتيق

المؤذنون
- الشيخ عيسى بن غانم
- الشيخ عبد الله بن عيسى
- الشيخ عبد الله بن عبد الرحمن بن كنعان
- الشيخ عبد الرحمن بن كنعان.[4]

## مساقي المسجد
يتواجد جنوب المسجد بئر للسقيا والوضوع، وكان نزول بقايا الماء بعد انقضاء الحاجة منه إلى حائط يقع شرق المسجد، والذي يليه من الجنوب سوق المريقب، وتوجد أيضاً مساقاة أخرى في الجهة الغربية من المسجد.

## انظر ايضاً
- الرياض
- مسجد دخنة الكبير

## وصلات خارجية
- مساجد الرياض القديمة..